# 马切哈农村居民点
马切哈农村居民点（俄语：Мачешанское сельское поселение）是俄罗斯联邦伏尔加格勒州基克维泽区所属的一个农村居民点。其下辖有1个居民点，行政中心为马切哈。据2016年统计，该农村居民点的人口为2390人。